# Valea Salciei
Valea Salciei é uma comuna romena localizada no distrito de Buzău, na região de Muntênia. A comuna possui uma área de  km² e sua população era de 845 habitantes segundo o censo de 2007.